# Drangedal
Drangedal este o comună din provincia Telemark, Norvegia.